# Échelle de notation ECTS
L'échelle d’évaluation ECTS est le cœur du système européen de transfert et d’accumulation de crédits.  Comme de nombreux systèmes d’évaluation coexistent en Europe, et que l’interprétation brute de ces évaluations peut varier considérablement d'un pays à l'autre, si ce n'est même d'un établissement à l'autre, l'échelle d'évaluation ECTS est une référence qui doit faciliter le transfert des étudiants entre les établissements d’enseignement supérieur européen. Les évaluations sont reportées sur une échelle de A à F et accompagnées de mots-clefs et d'un court commentaire. Chaque établissement est libre d'appliquer le système d'évaluation ECTS en complément de sa propre docimologie.
L’échelle d’évaluation ECTS n'a pas pour vocation de se substituer à celle  de chaque établissement, elle doit être plutôt utilisée en option dans l'unique but de traduire efficacement une note brute d'un établissement à l'autre[réf. nécessaire]. Elle est annexée aux différentes évaluations de l'étudiant. Les établissements d'accueil se chargent ensuite de convertir les évaluations ECTS dans leur échelle d'évaluation[réf. nécessaire]. Les établissements de l'enseignement supérieur qui souhaitent échanger des étudiants doivent produire des évaluations ECTS pout tous leurs étudiants et prendre en compte les évaluations ECTS obtenues ailleurs. Une certaine flexibilité est conseillée[Par qui ?], car l'échelle de crédits ECTS a été conçue pour améliorer la comparaison d'une variété de systèmes d'évaluation, mais ne peut pas, en soi, couvrir tous les cas possibles.[réf. nécessaire]

## Critères
Les principales exigences pour le report de notes ECTS sont : la disponibilité d'informations détaillées sur les disciplines, des cohortes d'étudiants de tailles suffisantes pour assurer la validité, des méthodes statistiques appropriées et le contrôle régulier de la qualité des résultats obtenus à travers l'utilisation de l'échelle.

## Fonctionnement
(janvier 2025).
Motif : Incohérence et affirmations non fondées
Fondamentalement, l'échelle de notation ECTS se base sur l'appartenance à un centile d'un étudiant dans une évaluation donnée[pas clair], afin de percevoir comment ce dernier s'est comporté par rapport aux autres étudiants d'une cohorte assez importante. Le système ECTS classe les étudiants en groupes de niveaux et permet ainsi de connaître la valeur du travail fourni par un étudiant et son niveau de connaissance/compétence. La classification est le cœur du système d'évaluation ECTS.
Dans le système ECTS, les étudiants sont d'abord divisés en deux groupes, avec ceux étant admis ou ajournés à l'épreuve[pas clair]. La performance des étudiants est ensuite évaluée séparément dans les deux groupes. Ceux qui sont admis sont répartis dans cinq sous-groupes : les 10 % meilleurs obtiennent un A, les 25 % suivants un B, les 30 % suivants ceux-ci un C, un D pour les 25 % suivants et finalement un E pour les 10 % restants.
Les étudiants ajournés sont quant à eux divisés en deux sous-groupes : FX (insuffisants, un effort supplémentaire aurait été requis) et F (résultats très insuffisants). Ces distinctions permettent une différenciation entre les étudiants ayant échoué de peu, par un léger manque de travail, et ceux qui n'ont rien fait pendant l'année.
L'échelle peut être représentée par un tableau, comme suit :
| Note | Sous-groupes parmi les étudiants admis | Mention      | Définition                                                                  |
| ---- | -------------------------------------- | ------------ | --------------------------------------------------------------------------- |
| A    | Les 10 % meilleurs                     | Excellent    | Résultats remarquables, avec seulement quelques insuffisances mineures      |
| B    | Les 25 % suivants                      | Très bien    | Résultats supérieurs à la moyenne, malgré un certain nombre d'insuffisances |
| C    | Les 30 % suivants                      | Bien         | Généralement bon, malgré un certain nombre d'insuffisances notables         |
| D    | Les 25 % suivants                      | Satisfaisant | Travail honnête, mais comportant des lacunes importantes                    |
| E    | Les 10 % restants                      | Passable     | Les résultats satisfont aux critères minimaux                               |
| FX   |                                        | Insuffisant  | Un travail supplémentaire est nécessaire pour l'octroi d'un crédit          |
| F    |                                        | Insuffisant  | Un travail supplémentaire considérable est nécessaire                       |

D'après le guide d'utilisateurs ECTS : "L'utilisation de mentions telles que "excellent" ou "bien" est à proscrire, en raison d'un classement basé sur des pourcentages".
Puisque les groupes des admis et des recalés sont évalués séparément, l'indication du pourcentage d'étudiants ajournés à un module de cours n'est pas obligatoire, mais la transparence est accrue si ce pourcentage est donné pour chaque cours ou module. Il est ainsi recommandé de faire figurer ce pourcentage sur les relevés de notes.

## Conversion des notes locales
Il est facilement remarquable dans l'enseignement supérieur que la notation des étudiants peut varier grandement, non seulement d'un pays à l'autre, mais dans un même pays, voire dans un même établissement. La conversion en notes ECTS est d'autant plus simple que l'échelle de notation locale est large. Cependant dans certains cas, l'échelle de notation n'est pas assez échelonnée, moins que celle de l'ECTS, ce qui peut compliquer la conversion des notes.
En revanche, lorsqu'un classement est fait pour une évaluation donnée, ce dernier peut être transposé directement dans le système ECTS, et donner les notes ECTS appropriées aux étudiants.
Lorsqu'il n’existe aucun classement, il est possible de n'enregistrer que la mention ECTS "admis" ou "insuffisant". Cela ne s'applique aux systèmes locaux où l'évaluation a pour unique seuil de critère l'admission ou non. Les établissements utilisant ce système doivent mentionner très clairement ce fonctionnement dans leur catalogue de cours afin de faciliter l'interprétation des relevés de notes des étudiants amenés à changer d'établissement. L'étudiant reçoit alors en guise de note ECTS soit un P (pour admis) ou un F en cas d'échec.

## Taille de la cohorte
L'utilisation d'outils statistiques étant le cœur du système de notation ECTS, la taille de la cohorte d'étudiants influe largement sur la répartition des évaluations ECTS. Lorsque la cohorte est suffisamment grande, il est facile et raisonnable[réf. nécessaire] d'effectuer un classement et de l'utiliser directement pour l'attribution des évaluations ECTS. 30 étudiants admis au module[Quoi ?] semble être la limite inférieure pour obtenir un classement ayant un certain sens statistique[réf. nécessaire].
Lorsque les cohortes ne sont pas de taille suffisante, libre aux établissements de choisir leur stratégie de notation. Comme lés évaluations sont des lettres, il
n'est pas possible de les additionner et d'obtenir une évaluation synthétisant
les évaluations obtenues à différentes sessions ou dans différents modules d'une même session, afin d'obtenir des cohortes de tailles significatives[Combien ?]. Par exemple, l’expérience[Laquelle ?] montre que :
- Les évaluations de plusieurs modules de niveau similaire suivent souvent une distribution similaire ;
- La distribution des évaluations sur une période de 5 ans a de bonnes chances[évasif] de donner un résultat équilibré.[Quoi ?]

### Pour en savoir plus
- General: Grade (education)
- Belgium: « http://www.vinci.be/home.aspx?lang=en&page=etudes/notationECTS.htm »(Archive.org • Wikiwix • Archive.is • Google • Que faire ?) ; active links at ULB  and UCL
- Denmark: Academic grading in Denmark,
- Germany:
- England, Wales, and Northern Ireland:
- Finland:
- France :  système ECTS de l'université Paris 10
- Italy:
- Lithuania:
- Spain: Academic grading in Spain
- Sweden:
- Switzerland: